# Анкоума
Анкоу́ма, устар. «Сората» (исп. Ancohuma) — третья по высоте гора в Боливии в горной системе Центральных Анд. Выше 6427 м. Расположена на западе Боливии, на севере хребта Кордильера-Реаль — части латиноамериканского массива Центральная Кордильера, восточнее озера Титикака.
Первое восхождение совершили в 1919 году Рудольф Динст и Адольф Шульце.